# Coyolles
Coyolles est une commune française située dans le département de l'Aisne en région Hauts-de-France.

## Géographie

### Localisation
La commune se trouve au sud-ouest du département de l'Aisne, à la frontière avec l'Oise. Elle est limitrophe de Villers-Cotterêts, le bureau centralisateur et ancien chef-lieu de son canton.
Les territoires des communes de Vauciennes et d'Ivors (Oise) ont respectivement deux et une enclaves dans la commune de Coyolles (Aisne), constituant ainsi trois enclaves de l'Oise dans l'Aisne.

### Hydrographie

#### Réseau hydrographique
La commune est située dans le bassin Seine-Normandie. Elle est drainée par l'Automne,.
L'Automne, d'une longueur de 34 km, prend sa source dans la commune de Villers-Cotterêts et se jette  dans l'Oise (rive gauche) à Verberie face à Longueil-Sainte-Marie, après avoir traversé 19 communes.
La rivière souterraine de Boursonne-Coyolles coule en outre à 28 m de profondeur. Des visites sont occasionnellement organisées par le comité spéléologique de Picardie. Cette cavité naturelle, la seule connue en Picardie, a été découverte en 1896 lors du creusement du puits qui devait alimenter en eau la gare de Boursonne - Coyolles,.

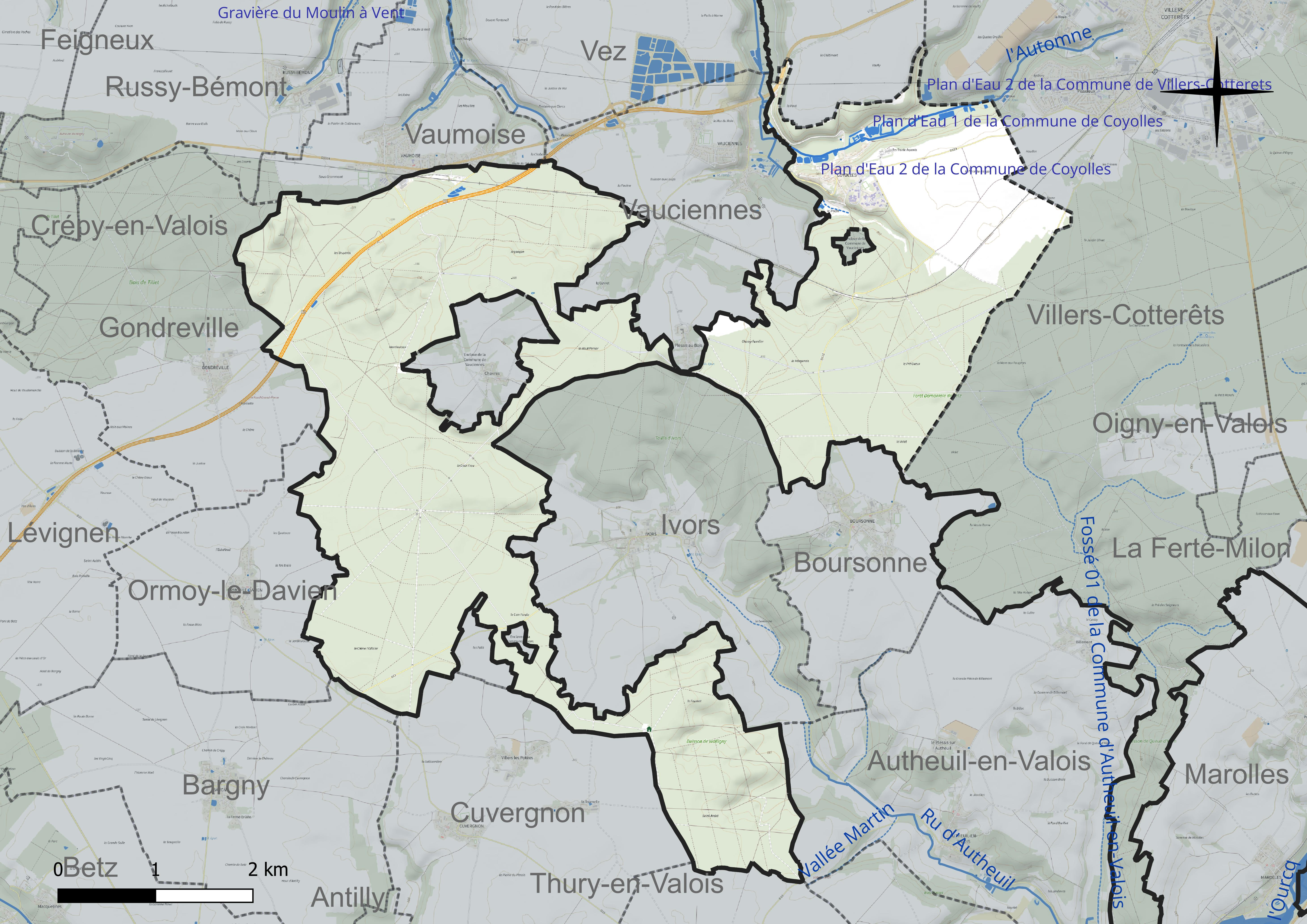
Réseau hydrographique de Coyolles.

Trois plans d'eau complètent le réseau hydrographique : les plans d'eau 1 (1,2 ha), 2 (0,8 ha) et 3 (0,8 ha),.

#### Gestion et qualité des eaux
Le territoire communal est couvert par le schéma d'aménagement et de gestion des eaux (SAGE) « Automne ». Ce document de planification concerne un territoire de 287 km2 de superficie, délimité par le bassin versant de l'Automne. Le périmètre a été arrêté le 28 mai 1996 et le SAGE proprement dit a été approuvé le 16 décembre 2003 puis révisé le 10 mars 2016. La structure porteuse de l'élaboration et de la mise en œuvre est le syndicat d'aménagement et de gestion des eaux du Bassin Automne (S.A.G.E.B.A),.
La qualité des cours d'eau peut être consultée sur un site spécial géré par les agences de l'eau et l'Agence française pour la biodiversité.

### Climat
Pour des articles plus généraux, voir Climat des Hauts-de-France et Climat de l'Aisne.
En 2010, le climat de la commune est de type climat océanique dégradé des plaines du Centre et du Nord, selon une étude du CNRS s'appuyant sur une série de données couvrant la période 1971-2000. En 2020, Météo-France publie une typologie des climats de la France métropolitaine dans laquelle la commune est exposée à un climat océanique altéré et est dans la région climatique Nord-est du bassin Parisien, caractérisée par un ensoleillement médiocre, une pluviométrie moyenne régulièrement répartie au cours de l'année et un hiver froid (3 °C).
Pour la période 1971-2000, la température annuelle moyenne est de 10,7 °C, avec une amplitude thermique annuelle de 14,8 °C. Le cumul annuel moyen de précipitations est de 729 mm, avec 11,8 jours de précipitations en janvier et 8,7 jours en juillet. Pour la période 1991-2020, la température moyenne annuelle observée sur la station météorologique la plus proche, située sur la commune du Plessis-Belleville à 26 km à vol d'oiseau, est de 11,4 °C et le cumul annuel moyen de précipitations est de 661,7 mm,. Pour l'avenir, les paramètres climatiques de la commune estimés pour 2050 selon différents scénarios d'émission de gaz à effet de serre sont consultables sur un site spécial publié par Météo-France en novembre 2022.

## Urbanisme

### Typologie
Au 1er janvier 2024, Coyolles est catégorisée commune rurale à habitat dispersé, selon la nouvelle grille communale de densité à 7 niveaux définie par l'Insee en 2022.
Elle est située hors unité urbaine. Par ailleurs la commune fait partie de l'aire d'attraction de Paris, dont elle est une commune de la couronne,.

### Occupation des sols
L'occupation des sols de la commune, telle qu'elle ressort de la base de données européenne d'occupation biophysique des sols Corine Land Cover (CLC), est marquée par l'importance des forêts et milieux semi-naturels (87,1 % en 2018), en diminution par rapport à 1990 (88,6 %). La répartition détaillée en 2018 est la suivante : 
forêts (77,6 %), terres arables (11,4 %), milieux à végétation arbustive et/ou herbacée (9,6 %), zones urbanisées (1,5 %).
L'évolution de l'occupation des sols de la commune et de ses infrastructures peut être observée sur les différentes représentations cartographiques du territoire : la carte de Cassini (XVIIIe siècle), la carte d'état-major (1820-1866) et les cartes ou photos aériennes de l'IGN pour la période actuelle (1950 à aujourd'hui).

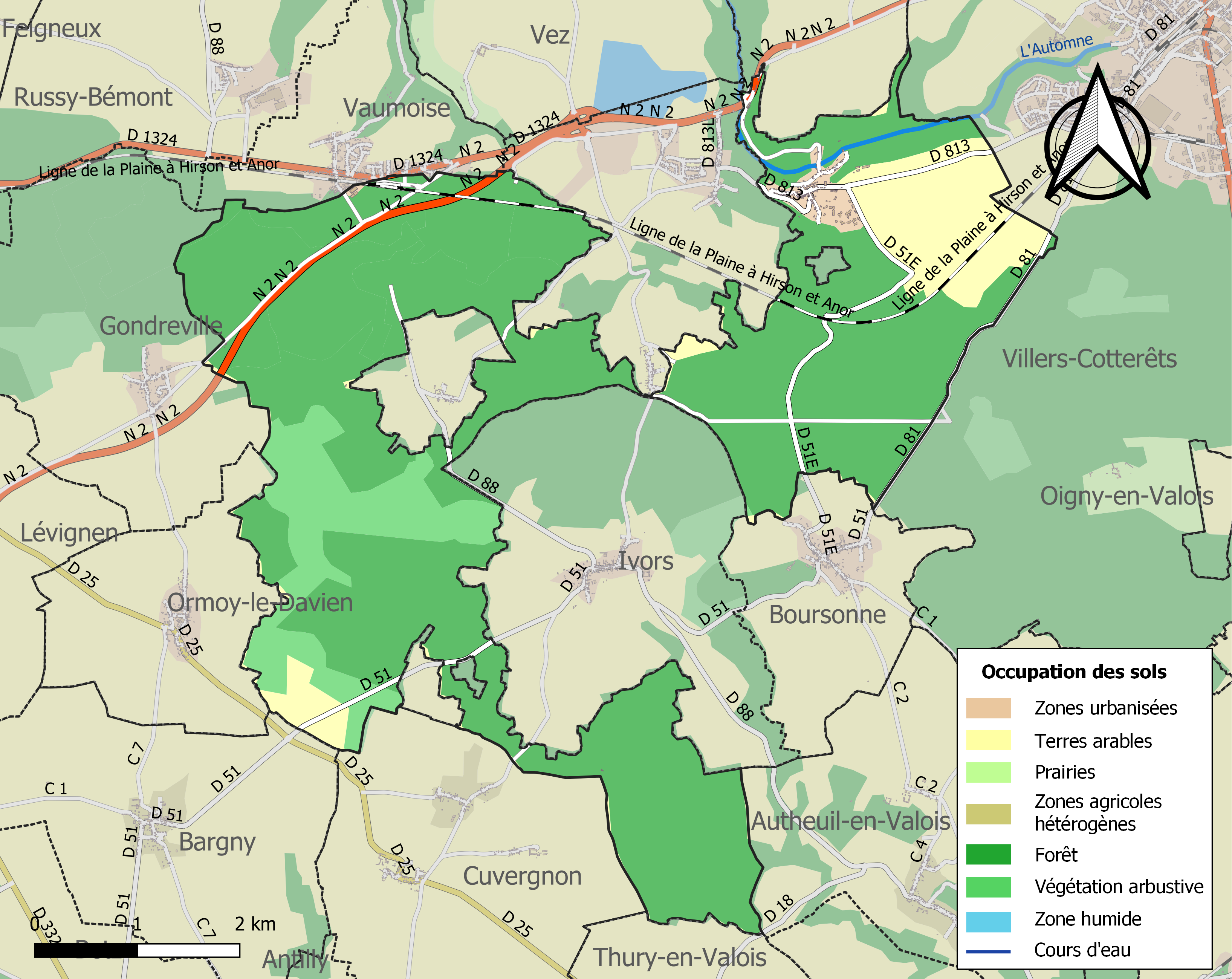
Carte des infrastructures et de l'occupation des sols de la commune en 2018 (CLC).

## Toponymie
Le nom de la localité est attesté sous les formes Coliole (858) ; Cullolie (1212) ; Coilloles (1277) ; Coulloles (1363) ; Colloles (1545) ; Coulliolles (1558) ; Coyllioles (1583) ; Coullioles (1592) ; Colliolles-en-Valois (1617) ; Couiolles (1679).
Peut-être du latin caulis « chou » avec le suffixe collectif -eola : « champ de choux ».

## Histoire
Coyolles a d'abord été un monastère fondé par Charles le Chauve en 858. Le village est ensuite temporairement la capitale du Valois, qui résidait auparavant à Vez[pas clair][réf. nécessaire].

## Politique et administration

### Découpage territorial
La commune de Coyolles est membre de la communauté de communes Retz-en-Valois, un établissement public de coopération intercommunale (EPCI) à fiscalité propre créé le 1er janvier 2017 dont le siège est à Villers-Cotterêts. Ce dernier est par ailleurs membre d'autres groupements intercommunaux.
Sur le plan administratif, elle est rattachée à l'arrondissement de Soissons, au département de l'Aisne et à la région Hauts-de-France. Sur le plan électoral, elle dépend du  canton de Villers-Cotterêts pour l'élection des conseillers départementaux, depuis le redécoupage cantonal de 2014 entré en vigueur en 2015, et de la cinquième circonscription de l'Aisne  pour les élections législatives, depuis le dernier découpage électoral de 2010.

### Administration municipale
| Période                                  | Période                       | Identité        | Étiquette | Qualité                                 |
| ---------------------------------------- | ----------------------------- | --------------- | --------- | --------------------------------------- |
| Les données manquantes sont à compléter. |                               |                 |           |                                         |
| avant 1981                               | ?                             | Jean Le Breton  |           |                                         |
| 1989                                     | 2001                          | Jérôme Boussier |           |                                         |
| mars 2001                                | mars 2014                     | Marc Charles    |           |                                         |
| mars 2014                                | En cours (au 12 juillet 2020) | Robert Nelaton  | SE        | Retraité Réélu pour le mandat 2020-2026 |

## Démographie
L'évolution du nombre d'habitants est connue à travers les recensements de la population effectués dans la commune depuis 1793. Pour les communes de moins de 10 000 habitants, une enquête de recensement portant sur toute la population est réalisée tous les cinq ans, les populations de référence des années intermédiaires étant quant à elles estimées par interpolation ou extrapolation. Pour la commune, le premier recensement exhaustif entrant dans le cadre du nouveau dispositif a été réalisé en 2005.

En 2022, la commune comptait 366 habitants, en évolution de +5,78 % par rapport à 2016 (Aisne : −1,97 %, France hors Mayotte : +2,11 %).
| 1793 | 1800 | 1806 | 1821 | 1831 | 1836 | 1841 | 1846 | 1851 |
| ---- | ---- | ---- | ---- | ---- | ---- | ---- | ---- | ---- |
| 151  | 187  | 158  | 151  | 204  | 232  | 231  | 206  | 203  |

| 1856 | 1861 | 1866 | 1872 | 1876 | 1881 | 1886 | 1891 | 1896 |
| ---- | ---- | ---- | ---- | ---- | ---- | ---- | ---- | ---- |
| 210  | 275  | 280  | 268  | 322  | 339  | 318  | 289  | 265  |

| 1901 | 1906 | 1911 | 1921 | 1926 | 1931 | 1936 | 1946 | 1954 |
| ---- | ---- | ---- | ---- | ---- | ---- | ---- | ---- | ---- |
| 271  | 273  | 323  | 271  | 289  | 243  | 234  | 231  | 270  |

| 1962 | 1968 | 1975 | 1982 | 1990 | 1999 | 2005 | 2006 | 2010 |
| ---- | ---- | ---- | ---- | ---- | ---- | ---- | ---- | ---- |
| 226  | 212  | 212  | 323  | 370  | 359  | 357  | 351  | 388  |

| 2015 | 2020 | 2022 | - | - | - | - | - | - |
| ---- | ---- | ---- | - | - | - | - | - | - |
| 349  | 365  | 366  | - | - | - | - | - | - |

## Culture locale et patrimoine

### Lieux et monuments

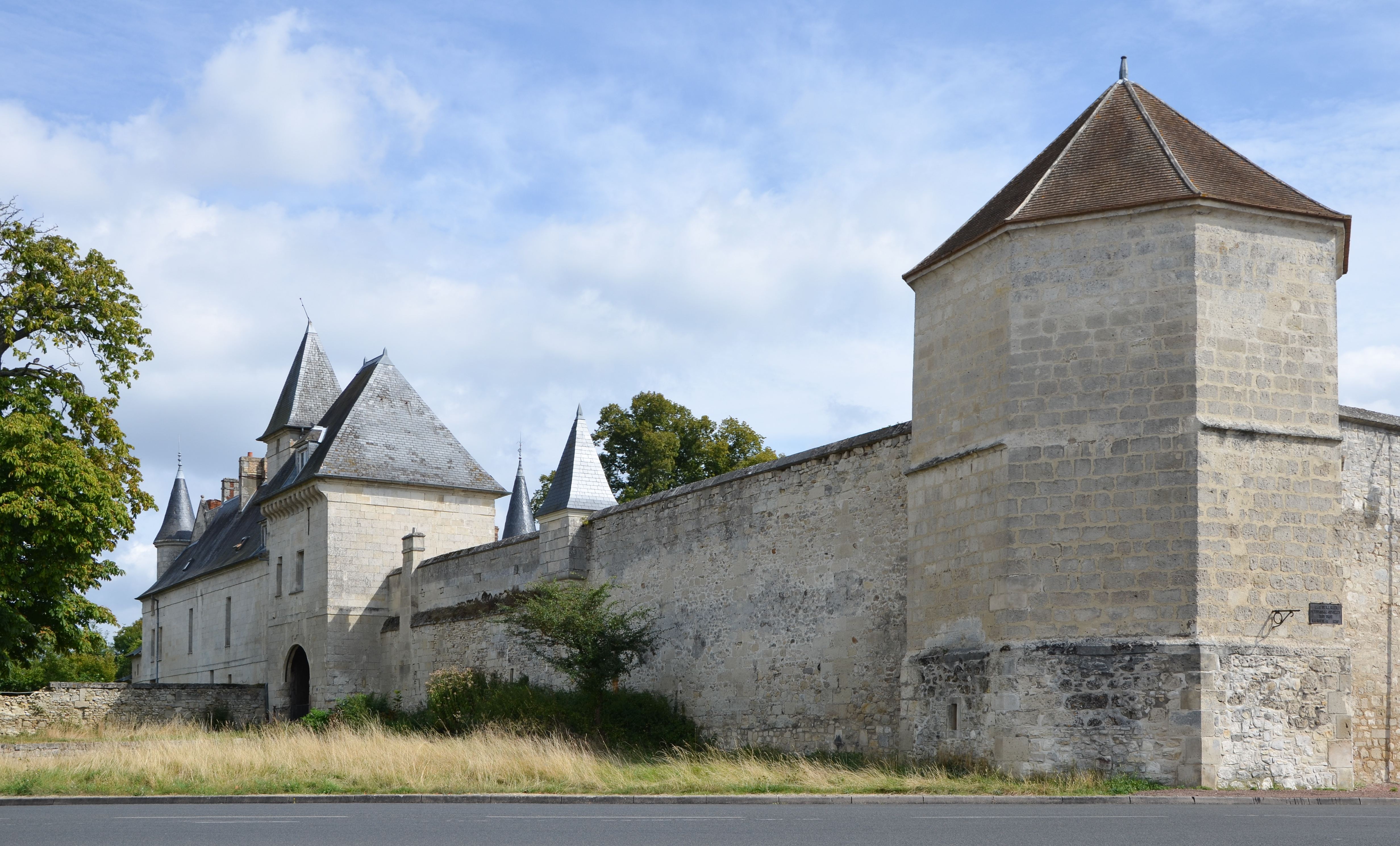
Manoir de Coyolles.

- Le manoir de Coyolles a été bâti au XVIe siècle et est inscrit aux monuments historiques depuis 2007[27].
- L'Église de la Nativité-de-la-Sainte-Vierge

## Pour approfondir